# Jean-Claude Hollerich
Jean-Claude Hollerich S.J. (9 de agosto de 1958 Differdange, Luxemburgo) es un cardenal católico luxemburgués. Actual Arzobispo de la Archidiócesis de Luxemburgo desde el 11 de julio de 2011.

## Vida
Hollerich, creció en Vianden, estudió en el École Apostolique de Clairefontaine y en el Lycée Classique en Diekirch. Desde 1978 a 1981 estudió Filosofía y Teología católica en el Pontificia Universidad gregoriana en Roma. El 27 de septiembre de 1981 ingresó a la Compañía de Jesus, mejor conocidos como Jesuitas. Después del noviciado en Namur desde 1981 a 1983 se comprometió  en trabajo pastoral de 1983 a 1985 en Luxemburgo. El 15 de septiembre de 1985, Hollerich viajó a Japón, estudiando la lengua local y cultura así como teología en la Universidad Sophia en Tokio hasta 1989. A su regreso a Europa, se licenció en teología desde 1989 a 1990 en la Facultad de Teología de Sankt Georgen en Fráncfort del Meno. El 21 de abril de 1990 fue ordenado sacerdote en Bruselas. De, 1990 a 1994 se licenció en literatura y lengua alemana en la Universidad de Múnich. Hasta que en 2001 se doctoró en el Centro para Estudios de Integración europea en Bonn. El 18 de octubre de 2002 Jean-Claude Hollerich tomó sus votos religiosos en la Iglesia de San Ignacio en Tokio. Es un miembro de la provincia Jesuita del Japón, profesor de alemán, estudios franceses y europeos (1994-2011), y Vicerrector para Asuntos Generales y Estudiantiles de la Universidad Sophia en Tokio.

## Episcopado

### Arzobispo de Luxemburgo
El Papa Benedicto XVI lo nombró X Arzobispo Metropolitano de la Arquidiócesis de Luxemburgo el 12 de julio de 2011. Siendo el sucesor del Arzobispo Fernand Franck. 
Su consagración como obispo tuvo lugar el 16 de octubre de 2011 en la Catedral de Santa María de Luxemburgo, por su predecesor; los co-consagrantes fueron el Arzobispo de Colonia, Joachim Cardinal Meisner, y el Arzobispo de Tokio, Peter Takeo Okada. Es el octavo Obispo y tercer Arzobispo de Luxemburgo.
El Arzobispo Hollerich fue quien llevó a cabo la celebración de la boda del Gran Duque Heredero Guillermo de Luxermburgo y Stéphanie, Gran Duquesa Heredera de Luxemburgo en la Catedral de Luxemburgo el 20 de octubre del 2012.
Desde el año 1994, Jean-Claude Hollerich ha sido un miembro de la fraternidad estudiantil católica, AV Edo-Rhenania zu Tokio y de la A. V. Rheinstein Köln.
El 8 de marzo de 2018 fue elegido presidente de la Comisión de Episcopados de la Comunidad Europea, cargo que ocupó hasta el 24 de marzo de 2023.

## Cardenalato

### Proclamación cardenalicia
El 1 de septiembre de 2019 el papa Francisco anunció su creación como Cardenal, produciéndose oficialmente la elevación el 5 de octubre de 2019.
El 14 de enero de 2020 fue nombrado miembro del Pontificio Consejo de la Cultura.
El 19 de mayo de 2020 fue nombrado miembro del Pontificio Consejo para el Diálogo Interreligioso  ad quinquennium.
El 22 de junio de 2021 fue nombrado miembro de la Congregación para la Educación Católica ad quinquennium.
El 22 de noviembre de 2022 fue nombrado miembro del Dicasterio para la Cultura y la Educación ad quinquennium.
El 7 de marzo de 2023 fue nombrado miembro del Consejo de Cardenales, ad quinquennium.